# هانس مارتین سوترمایستر
هانس مارتین سوترمایستر (به فرانسوی: Hans Martin Sutermeister) پزشک نویسنده اهل سوئیس بود.
وی در ۲۹ سپتامبر ۱۹۰۷ در ایالت آرگاو به دنیا آمد و در ۴ مه ۱۹۷۷ در بازل در گذشت. او برادر هاینریش سوترمایستر بود.